# Eurycope juvenalis
Eurycope juvenalis är en kräftdjursart som beskrevs av Wilson 1982. Eurycope juvenalis ingår i släktet Eurycope och familjen Munnopsidae. Inga underarter finns listade i Catalogue of Life.